# Elements of Rock
Les Elements of Rock, abrégé EoR, est un festival annuel de metal chrétien qui se déroule à Uster, en Suisse. Le festival, en activité depuis 2004, se déroule sur deux jours et produit des groupes de renommée internationale tant dans les milieux chrétiens que non-chrétiens, comme Antestor, Virgin Black, Whitecross, Tourniquet ou encore Horde. L'Elements of Rock est le plus grand festival de métal chrétien de son genre en Europe et est fermement ancré dans la scène metal chrétienne ,.

## Programmes

### 2004
1. Eluveitie
2. Seventh Avenue
3. Drottnar
4. Slechtvalk
5. Sacrificium
6. Demoniciduth
7. Veni Domine
8. Immortal Souls
9. Jeff Scheetz
10. Crushead
11. Frosthardr
12. Exaudi
13. Arson
14. Disobedience
15. Heavenly Soldiers

### 2005
1. Barren Cross
2. Tourniquet
3. Slechtvalk
4. Crimson Moonlight
5. Pantokrator
6. Random Eyes
7. Morphia
8. LoPhat
9. Trust
10. Dividing Line

### 2006
1. Rob Rock
2. Narnia
3. Inevitable End
4. Frosthardr
5. Once Dead
6. Immortal Souls
7. Mad Max
8. Holy Blood
9. Saphena
10. Dividing Line
11. Brutal Martyrium

### 2007
1. Virgin Black
2. Sacrificium
3. Pantokrator
4. My Silent Wake
5. Illuminandi
6. Balance of Power
7. Forsaken
8. Boarders
9. Admonish
10. Slippery Way
11. Evergrace
12. Credic

### 2008
1. Seventh Avenue
2. Drottnar
3. Morgarten
4. Deuteronomium
5. David Benson's DBeality
6. Kreyson
7. Docile
8. Monoblock
9. Metatrone
10. Arcane Legion
11. Thy Bleeding Skies
12. Exaudi
13. Horatio

### 2009

#### Vendredi
1. Inevitable End
2. Illuminandi
3. Miseration
4. Dividing Line
5. Disobedience
6. Rift
7. Vindex

#### Samedi
1. Theocracy
2. Seventh Angel
3. Blood Drift
4. Morgenroede
5. Dark Sky
6. Cage
7. Shadows of Paragon

### 2010

#### Vendredi
1. Sacrificium
2. Mad Max
3. Timesword
4. Back Pocket Prophet
5. Kriegerreich

#### Samedi
1. In Vain
2. X-Sinner
3. Slechtvalk
4. Escape from Sickness
5. T-Rage
6. Doomenicus
7. World to Ashes

### 2011

#### Vendredi
1. Rex Carroll Band
2. Deuteronomium
3. Emerald
4. Freakings
5. Twinspirits
6. Fallen Walls

#### Samedi
1. Whitecross
2. Antestor
3. Earthlink
4. Lightmare
5. Thy Bleeding Skies
6. Sacred Warrior
7. Crescent Moon

### 2012

#### Vendredi 16 mars
1. Icon Clan
2. Exhale
3. A Hill to Die Upon
4. Skyllas Revenge
5. Hypersonic
6. Pertness

#### Samedi 17 mars
1. Barren Cross
2. Crimson Moonlight
3. Antaraxid
4. Stairway
5. Opus Irae
6. Dark Sky
7. Endtime Prophecy

### 2013

#### Jeudi 14 mars
1. Petrefakt,
2. Rex Carroll Band en jam session.

#### Vendredi 15 mars
1. Path of Confusion
2. Alien Ate My Setlist
3. Metatrone
4. King James
5. Horde
6. For Christ Sake[3]

#### Samedi 16 mars
1. Necroblation
2. Innersiege
3. Sacrificium
4. Nomad Son
5. X-Sinner
6. Whitecross
7. Drottnar
8. Nahum

#### Dimanche 17 mars
1. Culte.

### 2014
1. Gloryhammer
2. Modest Attraction
3. My Darkest Hate
4. Slechtvalk
5. Pantokrator
6. Oskord
7. Signum Regis
8. Ascendant
9. A Sickness Unto Death
10. Marhold
11. Dolohruz
12. Frank Needs Help

### 2015
1. Narnia
2. HB
3. Immortal Souls
4. Frosthardr
5. 3 Elements
6. Sleeping Romance
7. Empire21
8. Bloodwork
9. Freakings
10. Malchus
11. Changed
12. Morgarten

### 2016
1. Leviticus
2. Jacobs Dream
3. Sacrificium
4. Hilastherion
5. Grave
6. Declaration
7. Polution
8. Ancient Prophecy
9. Opus Irae
10. Triuwint
11. Inside Mankind
12. Milestone
13. AM:PM.

### 2017
1. Whitecross
2. Crimson Moonlight
3. Slechtvalk
4. Signum Regis
5. Innerwish
6. Hypersonic
7. Vardøger
8. Diviner
9. FreaKings
10. The Buried
11. Askara
12. Strugglers

### 2018
1. Project86
2. Pantokrator
3. Unseen Faith
4. Within Silence
5. Death Therapy
6. S91
7. Skald In Veum
8. Marhold
9. Adorned Graves
10. Before We Get Buried
11. In Oceans Deep
12. Unity

### 2019
1. Theocracy
2. Eric Clayton and The Nine
3. Drottnar
4. Nomad Son
5. Dark Sky
6. Boarders
7. Three Elements
8. Ashes Emblaze
9. Liquid Rain
10. Rainforce
11. Green Labyrinth
12. Outlaw Radio